# Kiro.dev
Trwa dyskusja nad usunięciem tego artykułu, kliknij i weź w niej udział.
Kiro - środowisko programistyczne (IDE) oparte na sztucznej inteligencji, rozwijane przez Amazon Web Services (AWS). Zostało zaprezentowane publicznie w lipcu 2025 roku jako narzędzie umożliwiające specyfikacyjnie sterowane programowanie (ang. spec-driven development), które łączy możliwości dużych modeli językowych z procesami wytwarzania oprogramowania.

## Charakterystyka
Kiro jest narzędziem typu AI-native IDE, zaprojektowanym z myślą o wsparciu programistów na wszystkich etapach pracy: od analizy wymagań i tworzenia specyfikacji technicznej, po generowanie kodu, dokumentacji i testów. W odróżnieniu od narzędzi takich jak GitHub Copilot czy Cursor, Kiro działa w pełni w oparciu o wcześniej wygenerowane specyfikacje, umożliwiając tworzenie uporządkowanych i łatwych do utrzymania projektów.
Środowisko obsługuje m.in. modele Claude 3.5 oraz Claude 4.0, działa lokalnie (offline), jest zgodne z rozszerzeniami Visual Studio Code i wspiera integrację z popularnymi systemami kontroli wersji.

## Funkcje
Do głównych funkcji Kiro należą:
- automatyczne generowanie dokumentacji, testów i kodu na podstawie specyfikacji;
- wykorzystanie agent hooks - zautomatyzowanych procesów działających np. przy zapisie pliku lub commicie;
- pełna kontrola użytkownika nad procesem zatwierdzania zmian;
- zgodność z MCP (Model Context Protocol), umożliwiająca płynne zarządzanie kontekstem projektu.[4]

## Wyróżniki
Kiro jest przedstawiane jako rozwiązanie eliminujące tzw. vibe coding, czyli nieuporządkowane prototypowanie z wykorzystaniem AI, poprzez wprowadzenie struktury i planowania typowego dla profesjonalnego tworzenia oprogramowania. Projekt spotkał się z pozytywnym przyjęciem w społeczności programistycznej, m.in. na platformach takich jak Reddit i Hacker News.

## Licencja i dostępność
Kiro jest projektem open source udostępnionym na licencji MIT. Kod źródłowy oraz dokumentacja dostępne są na oficjalnej stronie projektu - https://kiro.dev